# Parc Ghibli
Ne doit pas être confondu avec Musée Ghibli.
Le parc Ghibli (ジブリパーク, Jiburipāku) est un parc à thème japonais situé à Nagakute, dans la banlieue de Nagoya. Ouvert le 1er novembre 2022, il propose des attractions basées sur plusieurs des films produits par le studio Ghibli, studio d'animation fondé par Hayao Miyazaki et Isao Takahata. Annoncé pour la première fois en 2017 et construit à partir de 2020, le parc est situé dans l'enceinte du parc commémoratif de l'exposition universelle de 2005 à Aichi. Il est principalement accessible par la station Aichikyūhaku-kinen-kōen, une gare ferroviaire située à l'entrée du parc. Il s'agit du principal lieu d'accès, car il n'existe pas de parking privé pour le parc. Le parc s'étendra sur 7,1 hectares lorsqu'il sera entièrement terminé.

## Historique
Les plans du parc à thème sont annoncés pour la première fois en 2017 par Toshio Suzuki, le producteur de plusieurs films du Studio Ghibli, indiquant que l'attraction doit ouvrir en 2020. Selon l'annonce initiale, le parc doit se concentrer entièrement sur l'univers du film Mon voisin Totoro (となりのトトロ, Tonari no Totoro, 1988). Le lieu choisi est le parc Expo d'Aichi, qui a accueilli l'exposition universelle de 2005, et qui contient déjà une réplique de la maison des personnages principaux de Mon voisin Totoro. La zone, également connue sous le nom de parc Moricoro, avait déjà été choisie pour accueillir deux expositions du studio, la première en 2008 et la seconde en 2015.
En 2019, de nouvelles informations sur l'état du parc à thème sont annoncées, notamment le partenariat du Studio Ghibli avec la préfecture d'Aichi et le journal Chūnichi shinbun (中日新聞). Les nouveaux plans comprennent l'ajout de quatre autres zones au parc basées sur les autres films du studio, et une nouvelle date d'ouverture de fin 2022 est donnée. Hayao Miyazaki, le cofondateur du Studio Ghibli, aurait pris part à la planification du parc.
En février 2022, il est annoncé que le parc va ouvrir le 1er novembre 2022. Au moment de son ouverture, trois sites seront disponibles : le « Grand entrepôt de Ghibli », la « Colline de la jeunesse » et la « Forêt Dondoko ». La deuxième phase de construction, qui devrait se terminer fin 2023, ajoutera la « Vallée des sorcières » et le « Village de Mononoké ». En juin, il est annoncé que l'ouverture de la zone de la « Vallée des sorcières » est reportée à mars 2024. Il est également annoncé qu'il y aurait une zone gratuite à côté du « Village de Mononoké », qui abriterait une aire de jeux basée sur Le Royaume des chats (猫の恩返し, Neko no ongaeshi, 2002) pour que tout le monde puisse y jouer gratuitement.
La vente des entrées à l'international est lancée le 10 janvier 2023.

## Zones principales
Le parc s'articule autour de cinq zones thématiques principales, basées sur les différents films de Ghibli et situées dans l'enceinte et les bâtiments de l'exposition universelle de 2005. Ces cinq zones sont : « Grand entrepôt de Ghibli », la « Colline de la jeunesse » et la « Forêt Dondoko », le « Village de Mononoké » et la « Vallée des sorcières ».
L'une des entrées du parc est une tour-ascenseur métallique à l'esthétique steampunk inspirée de l'univers du Château dans le ciel. On peut l'utiliser gratuitement.

### Le Grand entrepôt de Ghibli

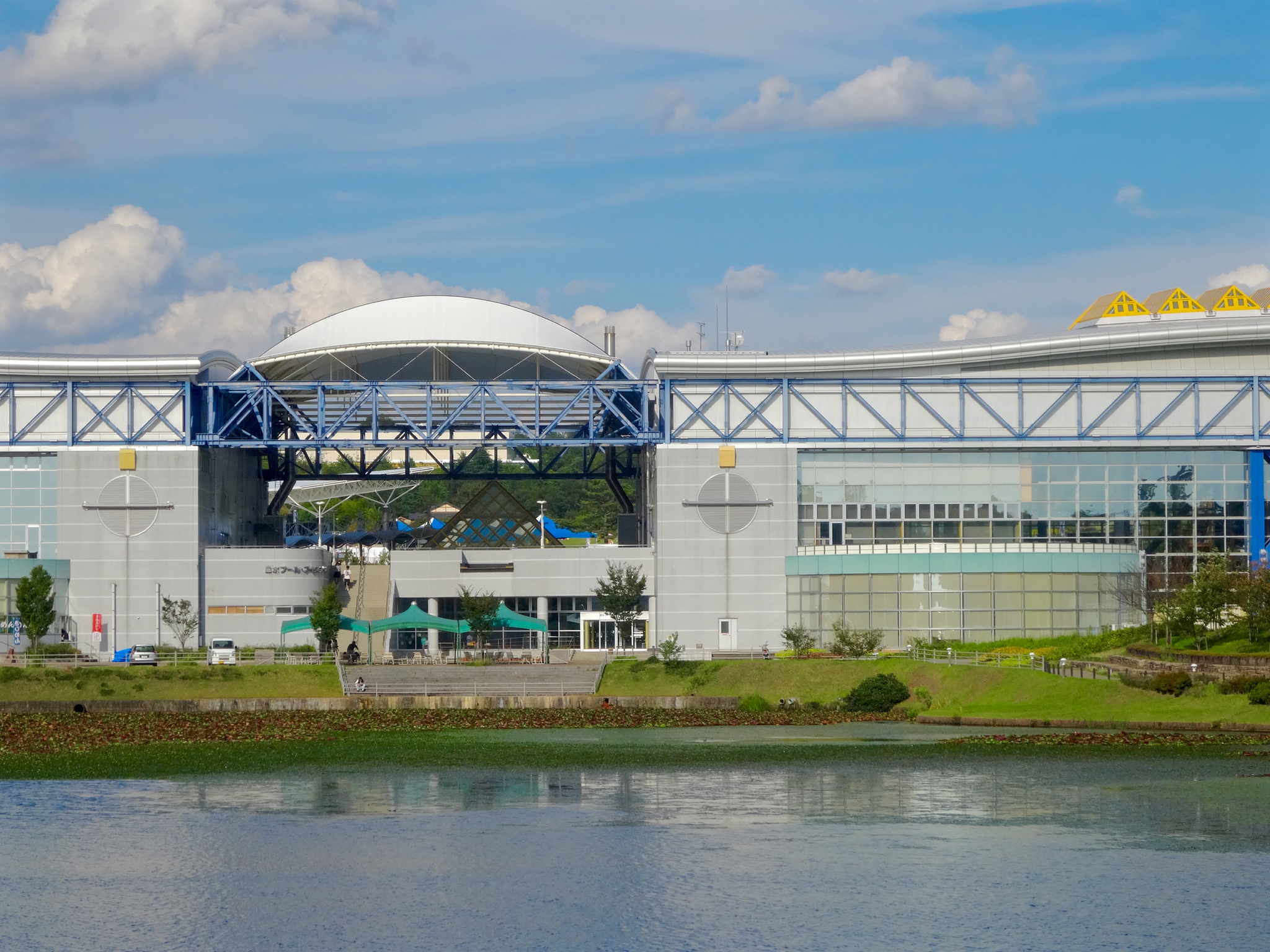
La piscine chauffée de l'exposition universelle de 2005 (le site du Grand Entrepôt de Ghibli) en 2015.

Le Grand entrepôt de Ghibli (ジブリの大倉庫) a remplacé la piscine chauffée, qui a fermé en 2018. Le destructeur aérien Goliath, qui mesure 6 mètres de long, et les jardins en ruine du Château dans le ciel (天空の城ラピュタ, Tenkū no shiro Rapyuta, 1986) apparaissent au Grand entrepôt. On y trouve également des expositions de personnages Ghibli, comme le Soldat Robot ou le Chat-Bus.
À l'intérieur se trouve le Cinéma Orion, qui présente des courts-métrages disponibles qu'à cet endroit et au Musée Ghibli, qui se trouve à Tokyo.

### La Colline de la Jeunesse
La Colline de la Jeunesse (青春の丘) est principalement basée sur le film Le Château ambulant (ハウルの動く城, Hauru no ugoku shiro, 2004), avec une tour d'observation adaptée à l'époque à laquelle se déroule le film,. Cette zone comprend également le « World Emporium », le magasin d'antiquités de Si tu tends l'oreille (耳をすませば, Mimi o sumaseba, 1995), ainsi que le « Bureau des chats » du Royaume des chats, qui sera recréé sous la forme d'un bâtiment en forme de chat,.

### La Forêt Dondoko

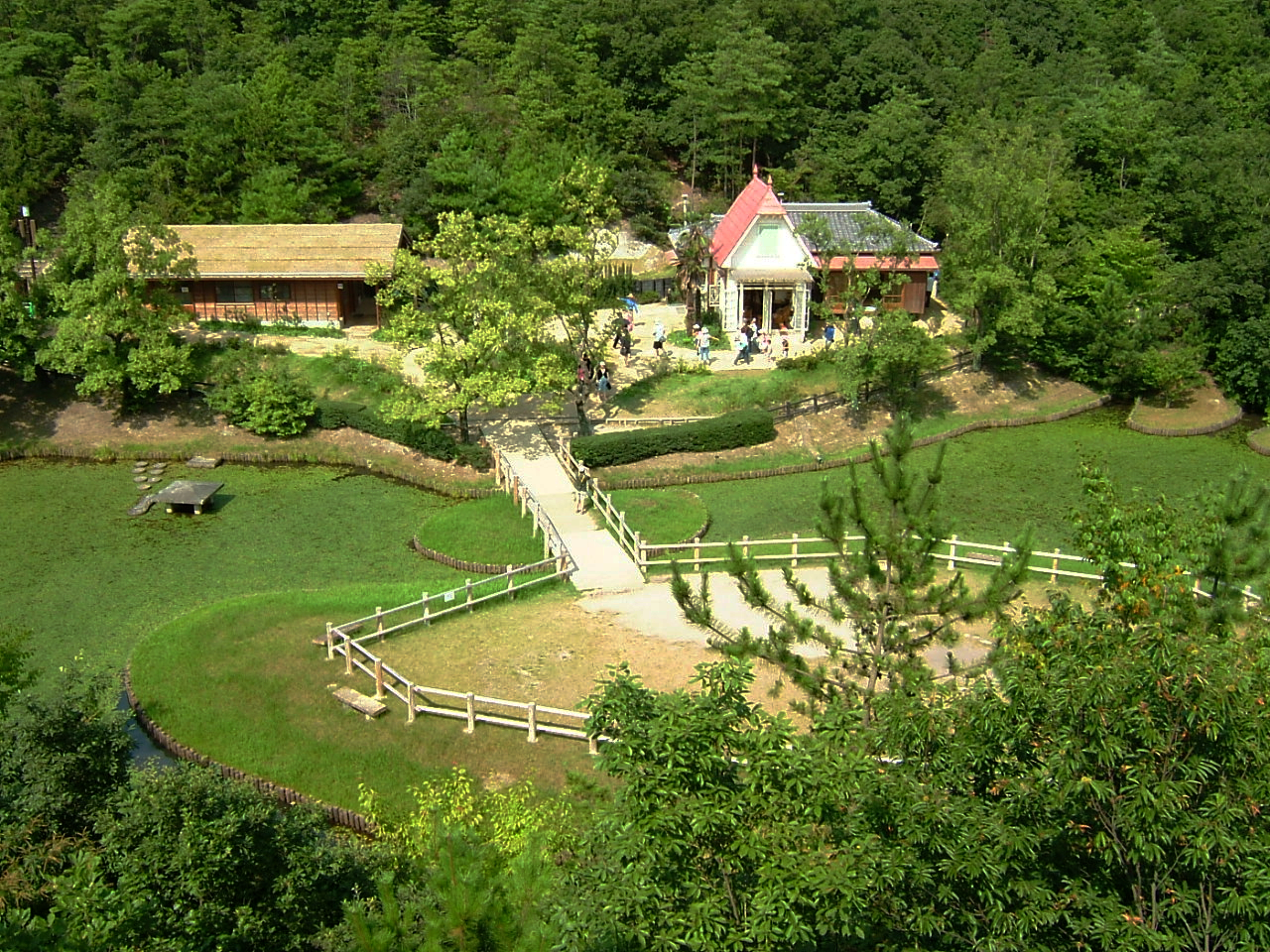
La maison de Kusakabe en 2005.

La Forêt Dondoko (どんどこ森) constituera l'emplacement de la maison de Satsuki et Mei (la maison des Kusakabe) de Mon voisin Totoro, déjà construite depuis l'exposition universelle de 2005. La maison a fermé en novembre 2021 pour des travaux de rénovation, et devrait rouvrir avec le reste du parc. Le nom de cette zone vient de la danse « Dondoko Odori » exécutée par Satsuki, Mei et Totoro pendant une scène du film. Il y aura également une aire de jeux en bois sur la colline derrière la maison, présentée ainsi sur le site web du parc : « 'Dondoko-do' vous attend au sommet de la colline forestière qui se trouve derrière la maison de Satsuki et Mei ».

### Le Village de Mononoké
Le Village de Mononoké s'inspire, comme son nom l'indique, de la Princesse Mononoké (もののけ姫, Mononoke hime, 1997). Il est basé sur certains décors du film tels que Irontown et le Village Emishi. Il présentera des modèles des nombreuses créatures mystiques figurant dans le film. Il abritera également un village, une cabane traditionnelle de charbonnier et une zone où les visiteurs pourront travailler des soufflets de forge.

### La Vallée des sorcières
La Vallée des sorcières s'inspire du film Kiki la petite sorcière (魔女の宅急便, Majo no takkyūbin, 1989) et des terrains vagues du Château ambulant. Cette zone comprendra des restaurants et de petites installations de loisirs, conformément au thème du parc qui ne comporte pas de grands manèges ou d'attractions. La zone comprendra également une réplique de la maison de Kiki et de ses parents, ainsi que Gütiokipänjä, la boulangerie dans laquelle Kiki travaille dans le film,. En outre, il y aura un château du Château ambulant grandeur nature, qui devrait faire quatre ou cinq étages, et qui comprendra également le magasin de chapeaux du film. La vallée sera la plus grande zone du parc et devrait ouvrir ses portes en mars 2024.